# 6786 Doudantsutsuji
A 6786 Doudantsutsuji (ideiglenes jelöléssel 1991 DT) a Naprendszer kisbolygóövében található aszteroida. Shigeru Inoda és Urata Takesi fedezte fel 1991. február 21-én.